# José Ribeiro
Pour les articles homonymes, voir José Ribeiro (homonymie) et Ribeiro.
José Ribeiro, de son nom complet José Joaquim Pimentel Ribeiro, est un footballeur portugais né le 2 novembre 1957 à Vila Nova da Barquinha. Il évoluait au poste d'ailier.

## Biographie
International, il possède 2 sélections en équipe du Portugal. Il participe à la coupe du monde 1986 avec l'équipe nationale.

## Carrière
- 1976-1977 :  Águas de Moura
- 1977-1978 :  Vitória Setúbal
- 1978-1979 :  União Tomar
- 1979-1980 :  União de Coimbra
- 1980-1982 :  Vitória Guimarães
- 1982-1983 :  Amora FC
- 1983-1985 :  Académica Coimbra
- 1985-1987 :  Boavista FC
- 1987-1989 :  SC Farense
- 1989-1990 :  SC Olhanense